# Fachassistent Digitalisierung und IT-Prozesse
Der Fachassistent Digitalisierung und IT-Prozesse (FAIT) ist eine Fortbildung, die von den Steuerberaterkammern angeboten wird.
Gesamtziel der Fortbildung ist es, dass Kanzleimitarbeiter Steuerberater bei der Organisation, Umsetzung und Weiterentwicklung einer Digitalstrategie unterstützen und medienbruchfreien Daten- und Informationsaustausch sicherstellen können.
In fachlicher Hinsicht sollen Kenntnisse insbesondere in der Automatisierung vermittelt, die Grundsätze zur ordnungsmäßigen Führung und Aufbewahrung von Büchern, Aufzeichnungen und Unterlagen in elektronischer Form sowie zum Datenzugriff (GoBD) angewendet oder Prozessbeschreibungen zur Nachvollziehbarkeit und Nachprüfbarkeit von Aufzeichnungen und deren Aufbewahrung (Verfahrensdokumentation) beurteilt und entwickelt werden. Der FAIT ist mit weiteren Fortbildungsangeboten der Steuerberaterkammern, wie den Fachassistenten Lohn und Gehalt (FALG), Rechnungswesen und Controlling (FARC) bzw. Land- und Forstwirtschaft (FALF) sowie dem Steuerfachwirt (StFW) kombinierbar.

## Tätigkeitsschwerpunkte
Die Tätigkeit des FAIT umfasst insbesondere:
1. digitale Geschäfts- und Arbeitsprozesse in der Steuerberatungskanzlei und im Mandantenunternehmen analysieren, standardisieren und automatisieren,
2. Kanzleiführung und -organisation bei der Weiterentwicklung und Umsetzung einer Digitalstrategie unterstützen,
3. Kanzleimitarbeiter bei der Umsetzung digitaler Arbeitsprozesse begleiten, um sichere und effiziente Arbeitsabläufe in der gesamten Kanzlei zu gewährleisten,
4. medienbruchfreien Daten- und Informationsaustausch sicherstellen sowie die Zusammenarbeit zwischen Kanzlei, Mandanten und Dritten organisieren,
5. Mandanten bei der Nutzung vor- und nachgelagerter Systeme sowie bei der Verwendung von Anwendungssoftware und Schnittstellen unterstützen,
6. Datenschutzvorschriften anwenden und Datensicherheit bei digitalen Arbeitsprozessen sowie berufsrechtliche Vorschriften beachten.[3]

## Zulassungsvoraussetzungen
Die Zulassung zur Fortbildungsprüfung zum FAIT ist möglich für:
- Steuerfachangestellte, die nach ihrer abgeschlossenen Ausbildung mindestens ein Jahr auf dem Gebiet des Steuer- und Rechnungswesens bei Steuerberatern tätig waren oder
- Hochschulabsolventen eines mindestens dreijährigen Hochschulstudiums mit betriebswirtschaftlichem Schwerpunkt, die mindestens ein Jahr auf dem Gebiet des Steuer- und Rechnungswesens bei Steuerberatern gearbeitet haben oder
- Personen mit einer abgeschlossenen gleichwertigen kaufmännischen Berufsausbildung (z. B. Bankkaufmann/Bankkauffrau, Industriekaufmann/Industriekauffrau oder Fachinformatiker/in für Systemintegration), die mindestens zwei Jahre auf dem Gebiet des Steuer- und Rechnungswesens bei Steuerberatern tätig waren oder
- Personen ohne abgeschlossene gleichwertige Berufsausbildung, die mindestens drei Jahre auf dem Gebiet des Steuer- und Rechnungswesens bei Steuerberatern gearbeitet haben.[4]

## Prüfungsschwerpunkte
Die Fortbildungsprüfung zum FAIT gliedert sich in eine schriftliche Klausur (180 Minuten) sowie eine mündliche Prüfung (bestehend aus einer 15-minütigen Präsentation sowie einem 30-minütigen Fachgespräch) und umfasst dabei folgende Prüfungsgebiete:
1. abgaben- und verfahrensrechtliche Beurteilung digitaler Arbeitsprozesse,
2. Automatisierung,
3. digitale Arbeitsabläufe in der Kanzlei,
4. digitale Arbeitsabläufe im Mandatsverhältnis,
5. Zusammenarbeit mit Finanzbehörden und Dritten.[5]

Sie erfolgen in einem bundesweit einheitlichen Klausurenverbund, innerhalb dessen sich verschiedene Steuerberaterkammern zu regionalen Prüfungsverbünden zusammengeschlossen haben.